# Anup
Anup (někdy též Anúpev, přesněji pravděpodobně Inpu, jako správné verze vyslovování, se odhadují: Anupu, Ienpw, atd.; řecky Ανουβις – Anúbis; Etymologie jeho jména je neznámá a byla nejasná už Egypťanům. Egyptolog Kurt Heinrich Sethe mu přisuzoval pravděpodobně chybný význam „pes“; V dnešní době se usuzuje význam: Ten, který jest nad horami, což podtrhuje jeho význam jako strážce zesnulých a jejich hrobek; rovněž se vědci shodují na titulu: Ten, který jest na místě balzamování). Jedná se o staroegyptského boha zemřelých, pohřebišť a mumifikace. Jeho význam byl však, jako u mnoha egyptských božstev různorodý; každopádně patřil neodbytně k staroegyptským představám o posmrtném životě. Zobrazován byl buď zoomorfně, tedy kdy byl zobrazen výlučně v podobě vlka (obvykle se uvádí šakala, ale severoafrický šakal byl roku 2015 potvrzen jako samostatný druh jménem vlk africký, jenž byl s největší pravděpodobností předobrazem Anupa), nebo byl vyobrazen v tzv. theriantropickém zobrazení, kdy vlastnil podobu muže s vlčí (šakalí) hlavou. Patří k nejstarším egyptským bohům; nejstarší datované zmínky o něm jsou doloženy například v Textech pyramid staré říše. Současně jeho uctívání trvalo až do konce starověku. Často byl spojován s významově, nebo ikonograficky blízkými bohy, např. se Sokarem. Některé bohy pak víceméně vstřebal, např. Vepuauet, Chentiimentiu, přičemž jejich jména se stala Anupovými epitety.
Nejdříve v období Střední říše, kdy v pohřebním rituálu nabyl na významu kult Usira a zastínil tak ostatní podsvětní bohy, byl Anup zapojen do okruhu usirovských mýtů, nejpozději v Nové říši začal být spojován nejen s mumifikací, ale i s obřadem otevírání úst, který byl jednou ze záruk posmrtného života. Pro souvislost s Usirem se Anupův kult v době helénismu nakonec objevuje spolu s kulty Serapida a Isidy (egyptské Esety) i v antickém světě; přežíval ještě v dobách křesťanství.
Hlavním střediskem Anupova kultu byl hornoegyptský kraj označovaný jako (Kraj) Anupův a jeho hlavní město Sako, řecky Κυνουπόλις – Kynopolis (v překladu Psí město) ležící pravděpodobně v oblasti dnešního el-Késu ve středním Egyptě. Pro jeho velký význam v kultu posmrtného života byl ovšem uctíván i na řadě jiných míst, a to nejen na královských nekropolích.

## Mytologie

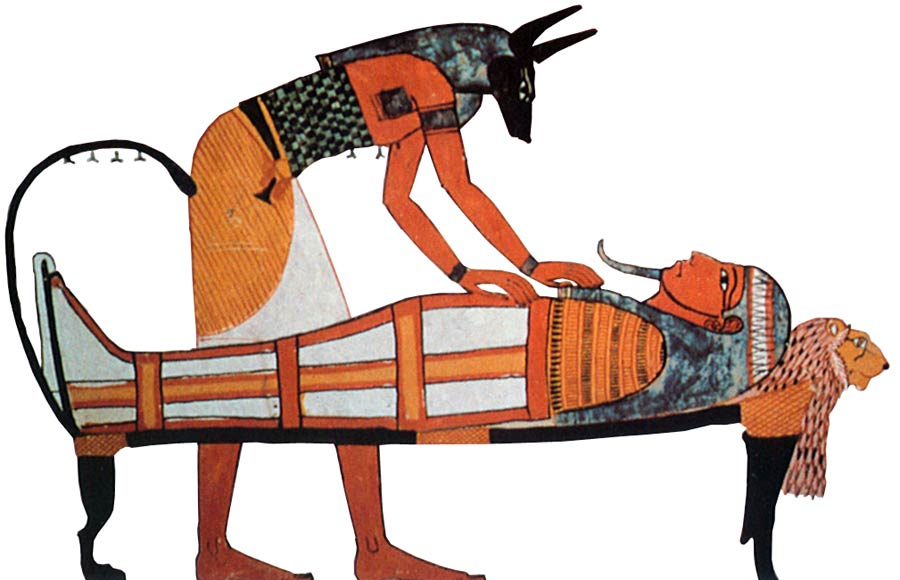
Anup ochraňuje mumii

Vítal zesnulé v záhrobí a doprovázel je k Usirovi. Při soudu mrtvých vážil srdce zesnulých s tzv. pírkem Maat (symbolizující pravdu a řád) na druhé misce vah. Kromě Anupa a Usira byl u soudu ještě bůh Thovt. Anubis byl díky těmto funkcím nazýván pánem západu. Byl bezpochyby mistrem všech mumifikačních rituálů a technik. Byl bohem balzamování. Kněží, kteří vedli mumifikaci, si nasazovali jeho masku, aby se tak bohu přiblížili. Anubis byl rovněž bohem naděje, protože mohl vrátit život mrtvým; byl strůjcem znovuzrození člověka.
Anubis se údajně narodil z nemanželského vztahu mezi Usirem a jeho sestrou Nebthet a byl kojen a vychován bohyní Eset. Jako její věrný druh ji později ochraňoval, když pátrala po kouscích těla svého zavražděného manžela Usira, kterého zavraždil jeho bratr Sutech. S pomocí této bohyně objevil mumifikaci, díky které složil dohromady tělo Usira.

## Ikonografie

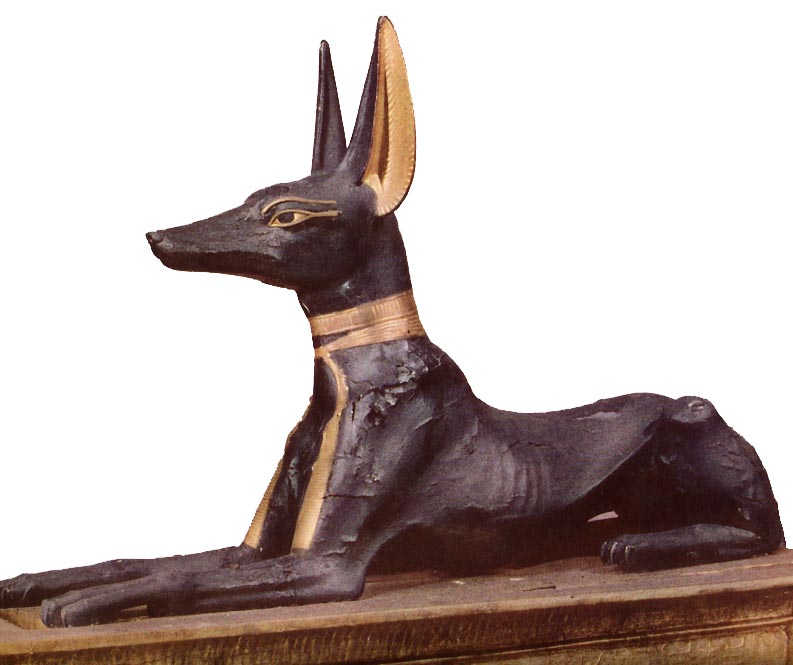
Socha Anupa z hrobky panovníka Tutanchamona

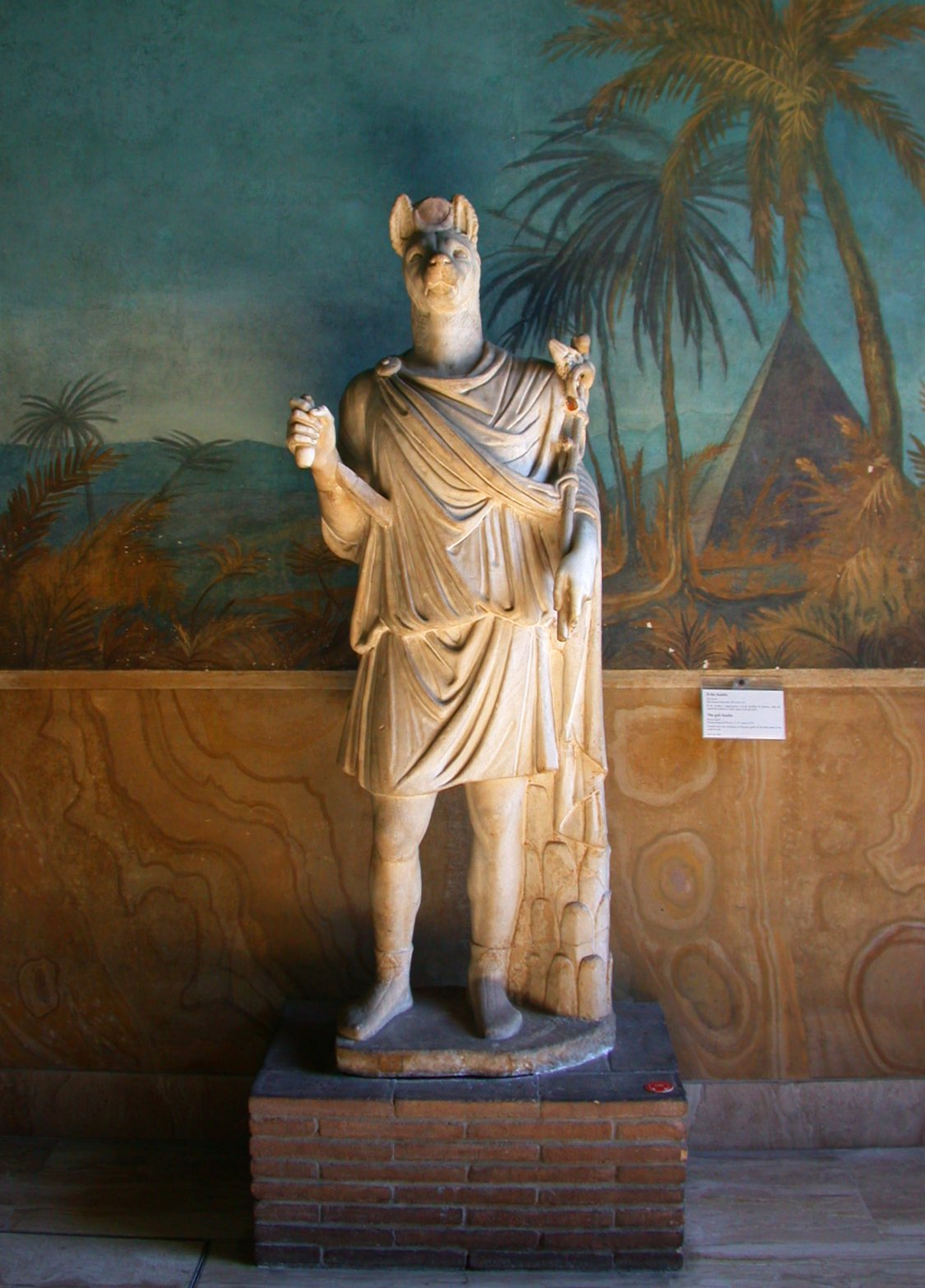
Socha synkretického boha Hermanúbise (Anupa ztotožněného s Hermem)

Anup byl znázorňován v podobě psa nebo (mnohem častěji) vlka (šakala) ležícího na břiše, často na podstavci v podobě svatyně či ploché schrány. Jeho barva je vždy černá v kombinaci se zlatým lemováním. Může mít také podobu muže s vlčí (šakalí) hlavou, jen výjimečně je zobrazován čistě antropomorfně. V římské době, kdy byl zdůrazňován jeho aspekt ochránce Esety, může být zachycen ve zbroji (např. římského legionáře). Nejpozději od počátku Staré říše byl spojován s posvátným předmětem imiutem.
Také v antickém prostředí, v němž je to jinak zcela neobvyklé, si Anup zachovává zobrazení v podobě muže se zvířecí hlavou (zde ovšem spíše psa než vlka-šakala). Protože je spojován s Hermem (v tomto pojetí je nazýván jako Ἑρμανοῦβις – Hermanúbis), resp. s Hermem Psychopompem, je jeho atributem hůl se dvěma ovinutými hady. Kosmickému aspektu, který je mu nově přičítán, odpovídají slunce a srpek měsíce vsazené mezi ušima.